# Que tu fe nunca muera
Que Tu Fe Nunca Muera es el decimoctavo álbum de estudio realizado por la cantante mexicana de pop latino Yuri; editándolo en el año 2000.  Este es el único disco que realiza con la compañía disquera WEA en el cual se editan 10 temas con relación a la fe cristiana con corte ranchero, religión de la cantante Yuri.

## Antecedentes
Durante los años 1999 y 2000, Yuri se dedica solamente al público cristiano, siguiendo a su fe religiosa.

## Realización y promoción
Comenzando la nueva década, Yuri lanza al mercado musical un álbum solo con temas cristianos; bajo el formato de música ranchera.  El sencillo “Que tu fé nunca muera” se coloca con éxito en las emisoras cristianas.
En una estrategia comercial la cadena mexicana Televisión Azteca y la disquera WEA promocionan el tema principal de este álbum dentro de una campaña positiva de pascua para con el objetivo de sumar a sus filas a la cantante y ésta termine su contrato de exclusividad con la empresa Televisa.  Yuri no acepta y Televisión Azteca deja a un lado la promoción del álbum volviéndose un disco con muy bajas ventas.

## Recepción
El videoclip del sencillo "Que tu fe nunca muera" es bien recibido por el pueblo cristiano al igual que el segundo sencillo “María Magdalena” versión mariachi, pero además “Machácalo”, “Puedo ver” y “Volver a empezar” tema retomado del disco reencuentros se colocan en los primeros lugares de las emisoras cristianas.

## Lista de canciones
| N.º | Título                   | Escritor(es)                          | Duración |  |
| 1.  | «Su venida»              | Francisco Orantes                     | 2:35     |  |
| 2.  | «Que tu fe nunca muera»  | Lauret-Hal,C. Batd-Lopez              | 3:16     |  |
| 3.  | «María Magdalena»        | Yuri, M. Pacho                        | 4:09     |  |
| 4.  | «Sendero de amor»        | D. A. R.                              | 2:46     |  |
| 5.  | «Sáciame de tu amor»     | Alex Orozco                           | 3:05     |  |
| 6.  | «Canciones de salvación» | Juan Romero                           | 2:02     |  |
| 7.  | «Yo buscaba»             | R. Saldivar                           | 2:59     |  |
| 8.  | «Volver a empezar»       | Rudy Pérez                            | 5:18     |  |
| 9.  | «Machálo»                | D. A. R.                              | 2:23     |  |
| 10. | «Puedo ver»              | Yuri, Rodrigo Espinoza, Lidia De Alba | 3:53     |  |